# 傑克遜峰
傑克遜峰（英語：Jackson Peak）是南極洲的山峰，位於伊利沙伯女皇地，處於薩姆羅爾峰以南3.7公里，海拔高度1,255米，美國地質調查局根據測量和美國海軍拍攝的空中照片繪入地圖，現時由南極條約體系管理。